# Pečori
Pečori (estonski: Petseri, ruski: Печо́ры)  naseljeno je mjesto s administrativnim statusom grada na krajnjem zapadu europskog dijela Ruske Federacije. Nalazi se u zapadnom dijelu Pskovske oblasti, uz granicu s Estonijom. Administrativno pripada Pečorskom rajonu čiji je ujedno i administrativni centar.
Prema procjenama nacionalne statističke službe za 2015., u gradu je živjelo 10.205 stanovnika. Po broju stanovnika nalazi se na 6. mjestu u oblasti. 
Naseljeno mjesto Pečori službeno je osnovano 1472. godine, a službeni status grada nosi od 1782. godine. Najpoznatija gradska znamenitost je srednjovjekovni Pskovsko-pečerski manastir (osnovan početkom 15. stoljeća). Grad se smatra kulturno-povijesnim središtem ugrofinskog naroda Setu te je centar povijesnog područja koji se naziva Setumaa. 

## Zemljopis
Pečori se nalazi na krajnjem zapadu europskog dijela Ruske Federacije, odnosno na krajnjem zapadu Pečorskog rajona Pskovske oblasti, na svega nekoliko kilometara od graničnih prelaza Šumilkino i Kuničina Gora prema Estoniji. Grad je smješten oko 53 km od Pskova, administrativnog centra Pskovske oblasti. Kroz istočne i sjeverne dijelove grada proteče rječica Pačkovka. 
Grad se nalazi na nadmorskoj visini od 85 m. Prirodni oblik cijelog područja u kojem se grad nalazi posljedica je ledenjačke i postglacijalne erozije i akumulacije, a najtipičniji primjer glacijalnog procesa brojna su morenska uzvišenja oko grada. Zapadno od područja grada nalaze se borove šume.
Preko teritorije Pečerskog rajona, ali i samog grada prolaze značajni prometni pravci koji povezuju centralne i sjeverozapadne dijelove Rusije s Estonijom i Latvijom.
U jugoistočnom dijelu grada nalazi se kompleks Pskovsko-pečerskog manastira.

## Povijest
U jednom od ljetopisa Pskovsko-pečerskog manastira iz 1392. godine, pisanom na staroruskom, spominje se riječ печеры (što znači pećine), koje se odnose na prirodne (erozivno-sufozivne) i umjetne pećine na obližnjem pješčenjačkom uzvišenju u kojima su živjeli pravoslavni monasi pustinjaci. S vremenom se oko pećina razvio manastir i naselje koje je dobilo ime upravo po tim pećinama – Pečori. Grad je službeno osnovan 1472. godine kada je pravoslavni svećenik Jovan (u monaštvu Jona) zbog katoličkih represija nad pravoslavcima napustio Tartuu (tada Derpta) i oko monaških pećina podigao maleno naselje. Već naredne godine osnovana je Uspenska pećinska crkva i službeno je osnovan Pečerski manastir, a u narednim godinama povijest grada usko je povezana s povijesnim manastira.
U razdoblju od 16. pa do početka 18. stoljeća, Pečori je zbog svog pograničnog položaja imao važan strateški značaj za rusku državu, i u tom je razdoblju bio česta meta napada sa zapada. Tako je početkom 16. stoljeća Livonski red gotovo do temelja razrušio Pečerski manastir i naselje oko njega. Manastir je s pripadajućim mu naseljem ubrzo obnovljen, a najveće zasluge za obnovu pripadaju tadašnjem igumanu Korniliju koji je upravljao Pečerskim manastirom od 1529. do 1570. godine. Godine 1565. manastir je okružen moćnim zidinama s 9 kula i troje vrata, a u isto vrijeme u manastiru je napisan i Treći pskovski ljetopis. Na taj je način Pečerski manastir prerastao u Pečersku tvrđavu, jedno od najvažnijih pograničnih utvrđenja na zapadu ruske države.
Tvrđava je uspješno izdržala opsadu poljskog kralja Stjepana Báthoryja (1581. – 1582.), poljsko-švedsku opsadu Jana Karola Chodkiewicza i Gustafa II. Adolfa (1611. i 1616.) te opsadu švedskog kralja Karla XII. tijekom Velikog sjevernog rata (1701. i 1703. godine). Potpisivanjem Nystadskog mira 1721. kojim je okončan Sjeverni rat, granica ruske države proširene su na zapad i samim time Pečerska tvrđava gubi svoj strateški obrambeni značaj, a manastir ponovo postaje isključivo centar religioznog i kulturnog života tog prostora. 
Ukazom Katarine Velike od 7. lipnja (po julijanskom kalendaru, po gregorijanskom kalendaru 18. lipnja) 1782. naseljeno mjesto Pečori dobiva službeni status grada i okružnog centra novoosnovanog Pečorskog okruga. Nešto kasnije iste godine službeno je usvojen i novi gradski grb. Međutim, Pečorski okrug ukinut je već 1797. i nikada nije ponovo uspostavljen.
Novi zamah u razvoju grada daje otvaranje željeznice od Pskova do Rige čija je dionica prije prelazila nekoliko kilometara sjevernije od grada (stanica kod Pečorija otvorena je 1899. godine, danas je to stanica Pečori Pskovski). 
Krajem veljače 1918., tijekom Prvog svjetskog rata, grad je okupirala njemačka vojska, a potom grad postaje mjesto sukoba između ruskih i estonskih snaga tijekom Estonskog rata za neovisnost. Nakon povlačenja njemačke vojske iz grada 30. studenog 1918., u grad ulaze sovjetske trupe, međutim već početkom veljače naredne godine Pečori ponovo zauzimaju estonske trupe. Sve do kraja Prvog svjetskog rata grad je u nekoliko navrata prelazio iz jedne na drugu stranu, kako bi na kraju odlukama mirovnog ugovora iz Tartua iz 1920. godine i službeno postao dijelom neovisne estonske države. Estonska vlast službeno mijenja ime grada u Petseri. Godine 1935. izvršena je potpuna estonizacija u nazivima gradskih ulica i okolnih toponima.

U razdoblju pod estonskom vlašću grad se znatno raširio i sredinom 1930-ih godina zauzimao je površinu od oko 2,49 km2, dok se broj stanovnika u istom razdoblju udvostručio. Prva srednja škola u gradu otvorena je 24. siječnja 1919. godine. Iako je zbog činjenice da se nalazio na tlu Estonije, Pskovsko-pečerski manastir uspio je izbjeći nacionalizaciju i zatvaranje, koja su masovno širom Rusije provodile nove sovjetske vlasti u međuratnom razdoblju, ipak je izgubio značajan dio svoje imovine koja je oduzeta. Veliki požar koji je izbio 24. svibnja 1939. imao je katastrofalne posljedice za grad jer je izgorjelo 212 od ukupnih 650 građevina u gradu.
Nakon što je Sovjetski Savez okupirao baltičke države tijekom 1940. godine, Pečori je u početku ostao u granicama novoosnovane Estonske SSR, ali je već u srpnju naredne godine okupirao Wehrmacht. Pod nacističkom okupacijom grad je bio sve do 11. kolovoza 1944. godine kada u njega ulazi Crvena armija. Odlukom Prezidijuma vrhovnog sovjeta Sovjetskog Saveza, od kolovoza 1944. godine, grad Pečori službeno je vraćen u sastav Ruske SFSR, odnosno u sastav njene novoosnovane Pskovske oblasti. U siječnju 1945. službeno je uspostavljen Pečorski rajon sa središtem u Pečoriju.

## Demografija
Prema podatcima s popisa stanovništva 2010. u gradu je živjelo 11.195 stanovnika, dok je prema procjenama nacionalne statističke službe za 2015. grad imao 10.205 stanovnika.
| 1897. | 1939. | 1959. | 1970. | 1979. | 1989.  | 2002.  | 2010.  | 2016.  |
| ----- | ----- | ----- | ----- | ----- | ------ | ------ | ------ | ------ |
| 1269  | 4962  | 6837  | 7194  | 9894  | 11 956 | 13 056 | 11 195 | 10 142 |

Prema podatcima s popisa stanovništva iz 2002. godine osnovu populacije činili su Rusi s 89,14 %, dok su najbrojniji manjinski narodi bili Ukrajinci (2,59 %), Bjelorusi (1,69 %) i Estonci (1,36 %). Službeni status nacionalne manjine ima i narod Setu koji su činili svega 0,27 % populacije.

## Gradske znamenitosti
Najvažnija gradska znamenitost je kompleks srednjovjekovnog Pskovsko-pečerskog manastira koji predstavlja jedan od najstarijih, a ujedno i najvažnijih manastira Ruske pravoslavne Crkve na tlu današnje Rusije. Manastir je službeno osnovan 1473. godine na malenom pješčenjačkom uzvišenju prepunom pećina (staroruski: печеры, pečeri) i po njemu je cijeli grad kasnije dobio ime. Manastir je 2013. godine službeno proslavio 540. godišnjicu od osnivanja, a danas se nalazi na popisu kulturnog naslijeđa Ruske Federacije gdje je naveden pod brojem 6010185000.
U centru grada nalazi se i luteranska crkva posvećena svetom Petru koja je građena od 1921. do 1926. godine. Punih 25 godina nakon Drugog svjetskog rata bila je to jedina aktivna luteransko-evangelička crkva na cijelom području europskog dijela tadašnje Rusije.

## Vanjske poveznice
- Službena web-stranica
- Печоры, Enciklopedijski rječnik Brockhausa i Efrona
- Печоры, Velika sovjetska enciklopedija
- ПЕЧО́РЫ  Arhivirana inačica izvorne stranice od 15. travnja 2021. (Wayback Machine), Velika ruska enciklopedija
- Gradski info-portal  Arhivirana inačica izvorne stranice od 10. siječnja 2016. (Wayback Machine)
- Gradska heraldička povijest